# Сенная (Речицкий район)
Сенная (бел. Сянная) (до 1954 года Сенозавод) — деревня и железнодорожная станция Сенозавод (на линии Гомель — Калинковичи) в Борщевском сельсовете Речицкого района Гомельской области Белоруссии.

## География

### Расположение
В 7 км на восток от Речицы, 38 км от Гомеля.

### Гидрография
На севере озеро Кривой Гиров, на западе река Днепр и его пойма.

## Транспортная сеть
Транспортные связи по просёлочной, затем автомобильной дороге Калинковичи — Гомель. Планировка состоит из прямолинейной улицы, ориентированной с юго-востока на северо-запад. Жилые дома деревянные, усадебного типа.

## История
Основана в XIX веке после ввода в эксплуатацию 15 февраля 1886 года железной дороги Калинковичи-Гомель начал действовать разъезд, железнодорожная станция Сенопрессовальный завод. Постепенно строилась деревня. В 1926 году в Уваровичском районе Гомельского округа. Действовало луговое хозяйство, ремонтная мастерская и кузница. 4 жителя погибли на фронтах Великой Отечественной войны. Согласно переписи 1959 года в составе совхоза «Речица» (центр — деревня Белое Болото). Располагался магазин.

## Население

### Численность
- 2004 год — 19 хозяйств, 42 жителя.

### Динамика
- 1926 год — 30 дворов, 123 жителя.
- 1959 год — 135 жителей (согласно переписи).
- 2004 год — 19 хозяйств, 42 жителя.